# 威廉·卡斯尔
威廉·卡斯爾（William Castle 1914年4月24日—1977年5月31日）是一名美國電影導演、製片人、編劇和演員。他11歲失祜，15歲輟學，23歲受哈里·考恩賞識進入哥倫比亞影業工作，後來自學成為電影導演，以拍攝B級片出名。

## 生平
他出生於紐約市的一個猶太裔家庭，出生時名為小威廉·肖洛斯（William Schloss Jr.），他的母親在他九歲時去世，父親在一年多後也去世了。
13歲時，他因觀看《德古拉》而對表演產生興趣，開始在百老匯的劇院裡做一些幕後工作。:14
23歲前受哈里·考恩賞識進入好萊塢的哥倫比亞影業工作，1943年導演了他的第一部電影《The Chance of a Lifetime》。後來，他決定成為獨立製片人，在1958年執導了電影《恐怖之旅》，之後又拍了《猛鬼屋》、《心惊肉跳》等不少恐怖片。:15–16
1977年5月31日，他因心臟病死於洛杉磯，死後葬在加州格倫代爾的林茵纪念公园。